# همگرایی نور
همگرایی نور به معنی رسیدن پرتوهای موازی نور در یک نقطه مشترک به هم است. در عکاسی، پدیده همگرایی نور پس از تابش پرتوهای موازی نور به سطح یک عدسی محدب روی می‌دهد.
عکس پدیده همگرایی نور، پدیده واگرایی نور است.